# S/2017 J 5
S/2017 J 5 è un satellite naturale di Giove. È stato scoperto da Scott S. Sheppard nel 2017. Appartiene al gruppo di Carme.

## Dati orbitali
S/2017 J 5 orbita intorno a Giove con un semiasse maggiore di circa  23206200 km in circa 737,28 giorni, con un'eccentricità di 0,257. L'orbita è retrograda con una inclinazione di circa 164,8°; di conseguenza, la luna si muove in direzione opposta alla rotazione del pianeta.

## Designazione
Poiché la sua orbita è stata determinata con precisione, il satellite ha ricevuto un ordinale: Giove LXVI.